# Departamento de Arquitectura da Faculdade de Ciências e Tecnologia da Universidade de Coimbra
O Departamento de Arquitectura da Faculdade de Ciências e Tecnologia da Universidade de Coimbra (DARQ) é uma escola criada em 1988.
Os seus primeiros licenciados concluíram o curso em 1994. Em 1999 doutorou pela primeira vez docentes seus, criando e pondo em funcionamento, quatro anos depois, um programa integrado de estudos avançados (ea|ATM).
Tem associado um centro de investigação (CEARQ), um serviço editorial próprio (e|DARQ), uma revista de temática arquitectónica geral (ECDJ), tendo em preparação outros projectos editoriais. 
Conta com um núcleo de estudantes autónomo (NUDA), o qual, entre múltiplas iniciativas de interesse, edita com regularidade a revista NU.
Desde 2008, em parceria com o Departamento de Engenharia Informática da FCTUC, leciona os cursos em Design e Multimédia que oferecem formação no design de produtos e serviços que tirem o melhor partido dos novos meios digitais, através da interdisciplinaridade entre tecnologias de informação/interacção e processos de design. 

## Docentes Ilustres do DARQ
- Alexandre Alves Costa (até 2010)
- José Maças de Carvalho
- António Olaio
- Jorge Figueira
- Alice Geirinhas
- Artur Rebelo
- Lizá Ramalho (até 2013)
- Miguel Soares (até 2013)
- João Mendes Ribeiro
- Fernando Távora (até 1995)
- Gonçalo Byrne (até 2010)
- Manuel Tainha (até 1995)
- Raul Hestnes Ferreira (até 2003)